# Hercostomus rubroviridis
Hercostomus rubroviridis är en tvåvingeart som beskrevs av Octave Parent 1927. Hercostomus rubroviridis ingår i släktet Hercostomus och familjen styltflugor. Inga underarter finns listade i Catalogue of Life.